# Și ne-om plimba cu barca
Și ne-om plimba cu barca este un film românesc din 1976 regizat de Mirel Ilieșiu.